# Mariano Puga Vega
Mariano Puga Vega (San Bernardo, 5 de noviembre de 1899-Santiago, 22 de enero de 1976) fue un abogado y político chileno.

## Familia y estudios
Hijo del médico y político Federico Puga Borne y Julia Vega Lizardi.
La enseñanza primaria fue en un colegio privado de Zúrich, Suiza; los estudios secundarios, los hizo en París, Francia; luego hizo un bachiller en la Universidad de La Sorbona, y al regresar a Chile, ingresó a la Escuela de Derecho de la Universidad de Chile, donde obtuvo el título de abogado el 5 de agosto de 1922; la tesis se llamó "La ley de cuentas corrientes y cheques comentada".
Se casó en Santiago en el año 1926, con Elena Concha Subercaseaux, matrimonio del cual nacieron siete hijos; uno de ellos fue el sacerdote Mariano Puga Concha.

## Carrera profesional
Trabajó como traductor e intérprete ad honorem del Ministerio de Relaciones Exteriores. Fue asesor jurídico de la Misión Kemmerer en el año 1925. Ejerció como secretario general de la Comisión de Reforma del Código de Comercio en 1929 y participó en la renovación del Banco Central.
Fue enviado por el ministerio de Relaciones Exteriores a Tacna, para la entrega de ese territorio al Perú. Fue encargado de negocios de la misión de Chile en Francia. Fue miembro de la misión financiera enviada en 1935 a Estados Unidos y a Europa. A su regreso fue nombrado miembro de la Comisión de Salarios, designado en 1935.
Ejerció su profesión de abogado con Luis Navellán y Enrique Puga Concha. Fue representante en Chile de grandes firmas extranjeras.
Se dedicó también a la agricultura; fue dueño de los fundos "Los Junquillos", en Santa Bárbara, dedicado a lana y trigo; "Gonzalina", en Rancagua y “Las Encinas” en Collipulli, los cuales también explotó.
Fue miembro correspondiente de la Sociedad Científica de Chile; miembro de número de la Academia de Ciencias Económicas. fue director de la Corporación de Radio de Chile; de la Junta de Beneficencia Escolar; de la Sociedad General de Comercio S.A.; de la Compañía Chilena de Navegación Interoceánica y de Chile Films. También fue presidente honorario del Comité France Amerique; socio honorario del Club de Septiembre; socio del Club de La Unión; y del Club de Golf Los Leones.

## Carrera política
Fue presidente de la Acción Republicana. Posteriormente fue militante del Partido Liberal.
El 24 de abril de 1951 se incorporó a la Cámara de Diputados, tras ser elegido en una elección complementaria por la Vigésima Agrupación Departamental "Angol, Collipulli, Traiguén, Victoria y Curacautín", para el período 1949 a 1953; reemplazó a Carlos Cifuentes Sobarzo, fallecido el 2 de diciembre de 1950. Fue diputado reemplazante en la Comisión Permanente de Constitución, Legislación y Justicia; en la de Hacienda; y en la de Policía Interior y Reglamento.
Fue embajador de Chile en Washington D. C., Estados Unidos, entre 1957 y 1958, durante el gobierno de Carlos Ibáñez del Campo.
En 1962, como presidente nacional del Partido Liberal, fue el gestor —junto a Isauro Torres (presidente del Partido Radical) y Francisco Bulnes Sanfuentes (presidente del Partido Conservador)— de la coalición Frente Democrático de Chile, y asistió a la transmisión del mando en República Dominicana en 1963. Ese mismo año fue delegado de Chile ante la Asamblea General de las Naciones Unidas.

## Obras
- La ley de cuentas corrientes bancarias y cheques comentada (1922)
- El petróleo chileno (1964)
- El cobre chileno (1965)
- Vida del doctor Federico Puga Borne: 1856-1935 (1973)

## Reconocimientos
- Comendador de la Legión de Honor, por el gobierno de Francia.